# Arakawa
För andra betydelser, se Arakawa (olika betydelser).
Arakawa (japanska: 荒川区?, Arakawa-ku) är en stadsdelskommun i Tokyo som bildades 1932. Arakawa var då (och en bit in på 1940-talet) den folkrikaste kommunen i Tokyo. Namnet kommer från floden Arakawa.
Området bestod av små lantbruk fram till meijiperioden, då närheten till Arakawafloden gjorde att flera industrier snabbt växte fram här.

## Stadsdelar
- Arakawa (荒川)
- Machiya (町屋)
- Nishi-nippori (西日暮里)
- Higashi-nippori (東日暮里)
- Nishi-ogu (西尾久)
- Higashi-ogu (東尾久)
- Minami-senju (南千住)